# USSD

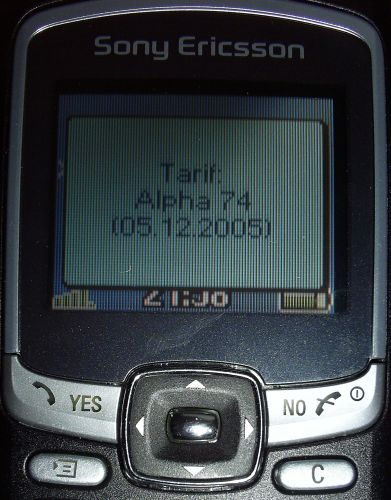
USSD запит на Sony Ericsson мобільному телефоні

USSD (Unstructured Supplementary Service Data) — стандартний сервіс в мережі GSM, котрий дозволяє організувати інтерактивну взаємодію між абонентом мережі та сервісним додатком в режимі передачі коротких повідомлень.
USSD сервіс багато в чому схожий з SMS, обидва сервіси використовують для передачі даних формат коротких повідомлень. Однак USSD в основному призначений для обміну повідомленнями між абонентом і додатковими сервісами, в простому випадку, службою автоінформатора розрахункового рахунку, тоді як SMS в основному служить для обміну короткими повідомленнями між абонентами.
USSD, на відміну від SMS, не має проміжної бази даних і не гарантує повторну доставку повідомлень, що робить обмін повідомленнями миттєвим. USSD є сесійно-орієнтованою технологією, весь діалог абонента і програми ведеться в рамках однієї сесії. Аналогом USSD-сервісу є система на базі IVR (Interactive VoiceResponse), на відміну від якої в USSD відсутні голосові з'єднання, використовується лише сигналізаційний канал. Обмін даними в USSD-сесії є більш наочним і оперативним.
USSD сервіс підтримується у стандартах GSM Phase 1 і Phase 2 (ініціювання сесії з боку USSD-додатків). Спочатку USSD-зв'язок був призначений для надання абоненту можливості самостійно керувати профайлом своїх послуг в базі даних з інформацією про абонентів (HLR) і взаємодіяти з вбудованими в HLR сервісами. Пізніше технологія була розширена можливостями підключення зовнішніх додатків, і тепер[коли?] вона ідеально підходить для роботи з інформаційними сервісами, які передбачають діалогову структуру: довідкові служби, банківське обслуговування, поточне обслуговування абонентів тощо Основний напрямок використання USSD-сервісу — представлення абонентам можливості отримувати додаткову інформацію від додатків і управління цими додатками. USSD працює на всіх існуючих телефонах стандарту GSM, за винятком самих ранніх моделей 1998—1999 років випуску.
Для повноцінної передачі коротких повідомлень від абонента до сервісного центру існує кілька проміжних програмних комплексів, котрі працюють по протоколу SMPP, а саме:
- USSD-додаток: це сервісний додаток, що здійснює обробку маршрутизованих до нього запитів від USSD-сервера і формує відповіді, які містять запитану абонентом інформацію або результати виконання зазначених операцій. Крім того, програма може сама виступати ініціатором посилки інформації абоненту. Додатки можуть функціонувати як безпосередньо в HLR , так і на зовнішніх по відношенню до HLR платформах.
- USSD-пакет: передача даних між абонентським терміналом і USSD-сервером в рамках встановленої сесії.

Регламентуючими документами для технології USSD є специфікації GSM 02.90 USSD Stage 1, 03.90 USSD Stage 2, 04.90 USSD Stage 3. USSD підтримується в GSM Phase 1 і Phase 2.
- USSD-сервер: програмно-апаратний комплекс, що забезпечує взаємодію між USSD-додатками і HLR . Взаємодіє з HLR по протоколу GSM MAP, з USSD-додатками по протоколу TCP / IP.

## Формат відправки запиту
Розглянемо як функціонує USSD на конкретному прикладі. Припустимо, що абонент хоче дізнатися про стан взаєморозрахунків зі своїм оператором. Припустимо що на USSD-сервері сервісу "Дізнайся свій баланс" присвоєно номер 110.
Тоді, щоб скористатися цим сервісом, абонент просто набирає на своєму мобільному терміналі послідовність символів * 100 # і натисканням клавіші виклику здійснює відправку USSD. Це нічим не відрізняється від набору звичайного номера при встановленні телефонного з'єднання. Спробуйте це зробити прямо зараз на Вашому GSM -телефоні. На більшості терміналів Ви побачите напис "Requesting" замість звичного "Calling" - це GSM -мережа намагається обробити Ваш USSD-запит. Скоріш за все, цим уся USSD-сесія і обмежиться, тому що даний сервіс має різні коди у різних операторів.
Наявність символу * спочатку і символу # в кінці набраного номера означає, що відбувається не звичайний дзвінок, а звернення до USSD-програми. USSD-запит передається по сигнальних каналах на обсуговуючий абонента в цей час комутатор, у VLR , потім - у HLR , далі - USSD-серверу, який маршрутизує його відповідному USSD-додатку. У нашому випадку USSD-додаток взаємодіючи з базою даних білінгової системи, отримує потрібну інформацію і відправляє її у вигляді USSD-пакету на абонентський термінал. Вміст цього пакету у вигляді тексту відображається на екрані терміналу. Якщо логіка USSD-програми передбачає продовження спілкування між абонентом і додатком, то сесія не обривається. Так, наприклад, абоненту може бути запропоновано зробити будь-яку дію над набором своїх послуг або отримати додаткову інформацію.
Така схема роботи дозволяє отримати мінімально можливу затримку між запитом та отриманням відповіді на нього, чого зазвичай не можна досягти при використанні додатків, що працюють на основі SMS. При цьому USSD не конкурує з SMS , а доповнює його, дозволяючи операторам комбінувати обидва ці методи і давати клієнтам можливість вибирати найзручніший їм спосіб доступу до пропонованих сервісів.
Зауважимо, що якщо сервіс є параметризований, тобто передбачає отримання від абонента будь-яких додаткових даних, то вони можуть бути вказані безпосередньо в номері набору. Наприклад, для негайної активації скретч-картки з PIN-кодом 1111 2222 3333 4444, абоненту достатньо набрати наступну послідовність: * 101 # 1111222233334444 #.

## Порівняння USSD і SMS
Основне питання, яке зазвичай виникає при ознайомленні з USSD - у чому ж відмінність цієї технології від SMS . Спробуємо відповісти на це питання. Як вже говорилося, USSD і SMS - це багато в чому схожі технології, що мають, однак, і суттєві відмінності.
USSD, як і SMS , використовують у своїй роботі тільки сигнальний канал - це є важливою перевагою і тієї, і іншої технології, а також і тим, що їх об'єднує.
У силу відсутності проміжного сховища час транзакцій при передачі USSD-пакетів значно менше, ніж при передачі коротких повідомлень. Як вже зазначалося, для використання USSD, на відміну від SMS , абоненту не потрібно входити у меню телефону, тому можна використовувати функції швидкого набору номера і записну книжку.
Як SMS , так і USSD підтримують 7-ми, 8-ми і 16-ти бітне кодування при використанні Phase 2 і лише 8-ми бітове в Phase 1. 16-ти бітове кодування в USSD дозволяє реалізувати підтримку національних мов. Через технічні особливості стандарту USSD, в USSD-пакеті не передаються деякі параметри (номер одержувача і т.п.), що присутні в SMS -пакеті. Тому довжина USSD-пакету стає більшою на 20 байт або на 22 символи при 7-бітному кодуванні.
Певним недоліком USSD в порівнянні з SMS можна було б назвати відсутність гарантованої доставки повідомлення до сервісного додатку (так само як і у зворотний бік - на абонентський термінал). SMS використовує проміжне сховище повідомлень і забезпечує механізм їх повторної доставки. У разі USSD, при відсутності відповіді від сервісного програми, сесія не відбудеться, про що абонент буде сповіщений.
Однак, при відповідній інтеграції сервісної програми, USSD-сервера і SMS -центру, за відсутності можливості надати послугу негайно через USSD-додаток, можлива відправка повідомлення за допомогою SMS .
Взагалі кажучи, якісне порівняння USSD і SMS не зовсім коректно, оскільки і та, й інша технологія займають свою, багато в чому унікальну нішу, гармонійно доповнюючи один одного.
Тому спільне використання USSD і SMS - це цілком логічний хід, що дозволяє оператору вивести сервіс, пов'язаний із передачею повідомлень, на якісно новий рівень. Що, у свою чергу, дозволяє як залучити користувачів, так і зменшити навантаження на голосові канали, що викорустовуються для запитів абонентів до IVR .

## Порівняння JUST та USSD
Чим відрізняються оператори мобільного зв'язку та контент провайдери:
- 1.Принципові відмінності.

USSD - це мережевий транспорт, по визначенню (GSM 03.90 version 7.0.0 Release 1998) дозволяючий оператору мобільного зв'язку розробляти та надавати абонентам специфічні мобільні послуги.
JUST - це область розробки та надання додаткових послуг (VAS, Value added service) побудована на більшості мережевих транспортів, базовим із котрих є USSD.
- 2. Відмінності для Оператора:

- USSD і підтримуюча його система в принципі не призначені для того, щоб надавати абонентські послуги. Всі сервіси реалізуються зовнішніми по відношенню до USSD Centre додатками. Виробник USSD Centre може інтегрувати створений ним сервіс з самим USSD центром, але транспорт залишається транспортом додаткових послуг та послуг, що ґрунтуються на цьому транспорті, хоч і іншими сервісними системами. Маючи в своєму складі також транспортну систему (USSD Centre), JUST дозволяє оператору швидко побудувати мережу додаткових послуг, приваблюючи для її створення сторонніх разробників послуг. Інтеграція JUST з іншими мережевими транспортами дозволяє організувати послуги таким чином, щоб забезпечити їх доступність для всіх мережевих абонентів. 
- USSD забезпечує роботу тільки в режимі point2point. Кожне повідомлення доставляєтся на кожен мобільний термінал. 
- JUST, завдяки тому, що інтегруєтся зі всіми мережевими транспортами, може працювати і в режимі point2point, і в режимі point2multipoint, забезпечуючи одночасну доставку визначеного повідомлення всім абонентам, котрі знаходяться у виділеній географічній зоні. Такий режим роботи значино понижує навантаження на сигнальні канали мережі (зокрема відноситься до навантаження радіоінтерфейсу, сигнальні канали ОКС7 при такому режимі роботи не використовуються взагалі). 
- використання USSD для інтерактивних послуг створює значне навантаження на сигнальні канали. Використання такого режиму роботи у великих GSM мережах приводить до перезавантаження сигнальним трафіком радіоінтерфейсу та тягне за собою затримку обробки абонентських запитів на обслуговування, зокрема USSD запитів, так і запитів на handover або на голосовий виклик. Оптимізація використання мережевих ресурсів - задача, котра виникає перед Оператором кожного разу при впровадженні нових мережевих послуг, тому врахувати цей факт необхідно та необхідно зробити розрахунки, котрі дозволяють з високою ймовірністю визначити потенційні можливості мережі при введенні нових послуг.
- JUST, завдяки тому, що працює по Phase 1 USSD, займає сигнальні канали тільки в періоди безпосередньої передічі інформації від абонента до мережевого додатку (сервісу) та назад.
- 3. Відмінності в послугах для сервіс і контент-провайдерів.

- USSD це транспортний протокол для доставки абоненту інформації. Як правило, зі сторони контент-провайдерів використовується підключення по протоколу SMPP 3.4. Можливості та обмеження протокола SMPP накладаються на ті ж можливості та обмеження самого USSD, котрі описані нижче: обмеженість по об'єму інформації, що передається, відсутність захисту інформації в каналі передачі та потенційна можливість перехоплення цієї інформації. Ці фактори обмежують спекрт чи область використовуваних послуг на основі USSD тим діапазоном, котрий можливо визначити як "низькі по вартості інформаційні послуги, розраховані на малобюджетний сектор ринку з середнім щомісячним прибутком (ARPU) від 10 центів до долара на абонента в місяць". Варто врахувати і той факт, що дохід від цих послуг підлягає розподулу між оператором мережі GSM та контент-провайдером (сервіс-провайдером), надаючим інформацію чи деяку послугу.
- JUST передбачає роботу з декількома мережевими протоколами з боку контент- чи сервіс-провайдерів, надаючи їм можливість таким чином реалізувати необхідну в послузі функціональність. JUST це гарантована робота на 100 % абонентських терминалів, доступність послуг для всіх категорій абонентів, оптимальне використання всіх мережевих ресурсів, захист інформації в каналі передачі та інші можливості, описані вище. JUST це інтегрована область абонентських сервісів в мережі GSM. Сервіси, створені на JUST, можуть бути орієнтовані на найрізноманітніші цільові групи, як малобюджетні, що дають дохід в межах 1 долара на абонента, використовуючого послугу, в місяць, так і на високодохідні групи абонентів та корпоративних користувачів, що забезпечують значний дохід від VA$.